# Slaget ved Stones River
Slaget ved Stones River eller Andet slag ved Murfreesboro blev udkæmpet mellem den 31. december 1862 og 2. januar 1863, i det mellemste Tennessee i det vestlige operationsområde under den amerikanske borgerkrig. Blandt de store slag under borgerkrigen var Stones River det hvor begge sider havde de højeste procentuelle tab. Selv om slaget i sig selv ikke havde nogen vinder betød Unionshærens afvisning af to konfødererede angreb og den efterfølgende konfødererede tilbagetrækning et løft for moralen i Nordstaterne, efter nederlaget i slaget ved Fredericksburg, og det fjernede Konføderationens håb om at få kontrol over det mellemste Tennessee.

## Stones River kampagnen
Efter at den konfødererede General Braxton Bragg's Army of Mississippi blev tvunget til at trække sig tilbage efter slaget ved Perryville den 8. oktober 1862, drog hæren til Harrodsburg, Kentucky, hvor generalmajor Kirby Smith's hær på 10.000 mand sluttede sig til ham den 10. oktober. Selv om Braggs styrke hermed var oppe på 38.000 trænede tropper gjorde han intet forsøg på at generobre initiativet. Generalmajor Don Carlos Buell, som havde vundet ved Perryville, var lige så passiv og afviste at angribe Bragg.
Frustreret trak Bragg sig tilbage gennem Cumberland Gap og passerede gennem Knoxville og Chattanooga, drejede mod nordvest og endte med at gøre holdt i Murfreesboro i Tennessee. Hans hær, som sammen med Smith's Army of Kentucky blev omdøbt til Army of Tennessee den 20. november, indtog en defensiv position nordvest for byen langs den vestlige gren af Stones River. Under et besøg af præsident Jefferson Davis den 16. december blev Bragg beordret til at sende generalmajor Carter L. Stevensons division til Mississippi for at hjælpe til i forsvaret af Vicksburg. Tabet af Stevensons 7.500 ville komme til at svie i det kommende slag. Bragg reorganiserede sin hær og Kirby Smith tog afsed til det østlige Tennessee. Bragg havde kommandoen over to korps som var under kommandoe af generalmajorerne William J. Hardee og Leonidas Polk samt en kavaleristyrke under brigadegeneral Joseph Wheeler. En betydelig del af kavaleristyrken og ekspertisen da både Nathan Bedford Forrest og John Hunt Morgan blev udskilt og sendt på strategiske raids udenfor det mellemste Tennessee. Bragg havde en yderligere vanskelighed at håndtere – noget der mindede om et oprør blandt hans øverste generaler, som anmodede Jefferson Davis om at udskifte ham med general Joseph E. Johnston, kommandøren over alle hære i det vestlige operationsområde. Davis afviste at afsætte hverken Bragg eller de oprørske generaler.
På Unionens side var præsident Abraham Lincoln blevet frustreret over Buells passivitet og udskiftede ham med generalmajor William S. Rosecrans, som for nylig havde sejret i slaget ved Iuka og Corinth. Rosecrans flyttede sit XIV Korps (som kort tid senere blev omdøbt til Army of the Cumberland) til Nashville og blev advaret fra Washington om at han også ville blive udskiftet, hvis han ikke gik til angreb på Bragg og besatte det østlige Tennessee. Rosecrans tog sig imidlertid god tid til at reorganisere og træne sine styrker (især hans kavaleri) og få forsyninger til sin hær. Han begyndte ikke sin march i forfølgelse af Bragg før den 26. december.
Mens Rosecrans forberedte sig Nashville beordrede Bragg oberst John Hunt Morgan til at rykke nordpå med sit kavaleri og operere langs Rosecrans' kommunikationslinjer for at forhindre ham i at fouragere efter forsyninger nord for Nashville. Slaget ved Hartsville, ved en korsvej på Cumberlandfloden ca. 65 km op ad floden fra Nashville (nord for Murfreesboro) var en hændelse på Morgans raid mod nord, inden Rosecrans satte gang i hovedstyrken af sit infanteri. Det relativt lille slag som fulgte efter Morgans overraskelsesangreb var et pinligt nederlag til Unionen, som resulterede i at han tog mange forsyninger og fanger. Unionen udsendte også et strategisk kavaleri raid. Den 26. december, da Rosecrans red fra Nashville, gennemførte en lille styrke under brigadegeneral Samuel P. Carter et raid i den øvre Tennessee Valley dal fra Manchester, Kentucky. Indtil den 5. januar ødelagde Carters mænd jernbanebroer og udkæmpede nogle få træfninger herunder en større en den 28. december ved Perkins's Mill. Men ingen af kavaleri raidene – hverken Unionens eller Sydstateres havde nogen væsentlig betydning for Stones River kampagnen.
Army of the Cumberland marchede sydøst på 2. Juledag i tre kolonner eller fløje mod Murfreesboro, og de blev effektiv generet af Wheelers konfødererede kavaleri på vejen. Selv om Rosecrans havde rapporteret at have 81.729 mand i Nashville var hans styrke på marchen kun omkring det halve, fordi han måtte beskytte sin base og forsyningslinjer mod det konfødererede kavaleri. Den venstre fløj under generalmajor Thomas L. Crittenden (14.500 mand) fulgte en rute som var parallel med Nashville and Chattanooga Railroad, passerede igennem La Vergne og syd for Smyrna. Den midterste fløj på 16.000 mand under general Alexander McD. McCook marcherede syd på langs landevejen Nolensville Turnpike til Nolensville og videre sydpå til Triune hvorefter de tog østpå til Murfreesboro. Højre fløj med 13.500 mænd under generalmajor George H. Thomas rykkede sydpå langs landevejene Wilson Turnpike og Franklin Turnpike, parallelt med Nashville and Decatur Railroad og østpå gennem Nolensville og land den samme rute som Crittenden brugte syd for Nashville and Chattanooga. Adskillelsen af fløjene var skabt for at kunne omgå Hardee at Triune, men da Unionshæren begyndte at rykke frem trak Bragg Hardee tilbage til Murfreesboro for at undgå en konfrontation.

## Murfreesboro og planer for slaget
Murfreesboro var en lille by i Stones River Valley. Det var statens tidligere hovedstad opkaldt efter en oberst i den amerikanske uafhængighedskrig, Hardy Murfree. Gennem hele krigen var det et område med stærke sympatier for syden og Bragg og hans mænd blev budt velkommen og underholdt i hele december. Byen lå i et rigt landbrugsområde, hvorfra Bragg planlagde at forsyne sin hær og det var en stilling som ville bruge til at spærre for et muligt Unions fremstød mod Chattanooga. General Hardee skrev efterfølgende: "Slagmarken gav ingen særlige forsvarsmæssige fordele". Alligevel var Bragg tøvende overfor at rykke længere mod syd, f.eks. til den lettere forsvarede Duck River Valley, eller længere mod nord til Stewart's Creek, hvor Rosecrans regnede med at Bragg ville forsvare sig. Følsom overfor de politiske krav om ikke at overlade områder i Tennessee til Unionen valgte han et relativt fladt område nordvest for den politisk indflydelsesrige by, som skrævede over Stones River. Dele af området, især nær skæringen mellem Nashville Pike og Nashville and Chattanooga Railroad var kendetegnet af små men tykke cederskove, der nogle steder var mere uigennemtrængelige for infanteri end the Wilderness i Virginia. Korte kalkstens klipper adskilt af smalle revner, som rækker af tænder vanskeliggjorde flytning af vogne og artilleri. Hardees korps blev oprindelig placeret i Triune, ca. 30 km mod vest, Polks korps på flodens vestlige bred og en division udskilt fra Hardee's korps under generalmajor John C. Breckinridge på de lave bjerge øst for floden. Ingen af disse tropper blev beordret til at bygge befæstninger.
Da Rosecrans ankom til Murfreesboro om aftenen den 29. december havde Army of Tennessee ligget i området i en måned. Da natten faldt på var to tredjedele af Rosecrans' hær på plads langs Nashville Turnpike og den efterfølgende dag var Rosecrans' hær på 45.000 mand mod Braggs 38.000. De to styrker var mere lige end tallene forråder. Bragg havde fordelen af de frigjorte men samarbejdene kavaleristyrker under Forrest og Morgen, som raidede langt bag Unionens linjer mens Wheelers kavaleri bremsede Unionens styrker med korte overfald. En del af Rosecrans modvilje mod at rykke fra Nashville skyldtes hans kavaleris beskedne erfaring sammenlignet med det konfødererede kavaleri. Den 29. december red Wheeler og 2.500 af han mænd hele vejen rundt om Unionshæren og ødelagde forsyningsvogne og erobrede reserve ammunition fra Rosecrans' træn. De erobrede fire vognkolonner og 1.000 mand.
Den 30. december rykkede Unionsstyrken ind på linje 3 km nordvest for Murfreesboro. De to hære lå på parallelle linjer ca. 6 km lange i retning fra sydvest mod nordøst. Braggs venstre flanke var svar i begyndelsen og Rosecrans kunne have angreber der da han ankom og drejet til venstre og direkte ind i byen Murfreesboro, men han kendte ikke den samlede placering af Braggs tropper på grund af den dygtige afskærmning, som det konfødererede kavaleri gennemførte. På en måde, som lignede det foregående års Første slag ved Bull Run planlagde begge kommandører det samme for den kommende dag: Omgå fjendens højre fløj, kom ind i hans bagområde og afskær ham fra hans base og sejren ville formentlig gå til den side som angreb først. Rosecrans beordrede sine mænd til at være klar til at angribe efter morgenmaden, men Bragg beordrede et angreb ved daggry.
Braggs styrker var opstillet med Polks korps på den vestlige side af floden, Hardee på den østlige. Han forventede at Rosecrans ville angribe den 30. december, men da dette angreb ikke kom var det hans plan at drive Hardees korps og kavaleriet under brigadegeneral John A. Wharton dybt ind i Unionens bagland. Han begyndte at flytte hovedparten af Hardees Korps over floden til hans venstre flanke som forberedelse til den kommande morgens angreb. Dette efterlod Breckinridges division i reserve på østsiden af floden på det høje terræn.
Rosecrans planlagde at få Crittendon til at krydse floden og angribe højderne øst for floden, som ville give udmærkede artilleristillinger hvorfra man kunne beskyde hele den konfødererede linje. Crittenden – som stod overfor Breckinridge på Unionens venstre fløj undlod at meddele McCook (på Unionens højre fløj) om disse troppebevægelser. McCook, som forventede at næste dag ville begynde med et større angreb fra Crittenden plantede en række lejrbål i hans område, i håb om at vildlede de konfødererede om hans styrke på denne flanke og dække over det faktum at hans flanke ikke var forankret i en forhindring (den nærliggende Overall Creek). Thomas i centrum blev beordret til at udføre et begrænset angreb som centrum i Crittendens hjul.
De to hære havde lejre knap 700 meter fra hinanden og deres orkestre indledte et musikalsk slag, som blev en ufarlig forsmag på den næste dags bevigenheder. Nordstatshærens musikere spillede Yankee Doodle og Hail, Columbia og det blev besvaret med Dixie og The Bonnie Blue Flag. Til sidst begyndte et af orkestrene at spille Home Sweet Home og det andet fulgte efter. Tusinder af soldater fra Nord og Syd sang den sentimentale sang sammen hen over fronten.

## 31. december
Ved daggry den 31. december, omkring kl. 6, angreb den konfødererede general William J. Hardee som den første og stødte frem mod Unionens højre flanke med divisionen under generalmajor John P. McCown, allerede inden mange i brigadegeneral Richard W. Johnson's division var færdige med deres morgenmad. (Det var det tredje store slag efter slaget ved Fort Donelson og Slaget ved Shiloh hvor et angreb tidligt om morgenen overraskede Unionen). De 10.000 konfødererede soldater som samledes på deres venstre fløj angreb i én stor massiv bølge. McCooks ekstra lejrbål og general McCowns begrænsede erfaring fik angrebet til at drive mod venstre, hvilket efterlod et hul i fronten, men hullet blev straks fyldt af den division, som fulgte bagefter under generalmajor Patrick R. Cleburne. Disse to divisioner fejede al modstand til side. Adskillige artilleribatterier blev erobret inden de nåede at affyre et skud. Johnsons division på højre fløj led over 50% stab. Hans nabodivision til venstre under brigadegeneral Jefferson C. Davis, kunne kun holde stand i et kort tid.
Selv om han mødte stiv modstand havde Hardee drevet Unionstropperne 5 km tilbage inden kl. 10 til jernbanen og Nashville Pike hvor det lykkedes for Johnson at få samling på dem. Rosecrans aflyste Crittendens angreb mod konføderationens højre fløj, som var indledt med at brigadegeneral Horatio P. Van Cleve's division krydsede floden kl. 7, og hastede i stedet forstærkninger til sin egen højre fløj. Han havde været langsom til at erkende truslen og troede fejlagtigt at McCook ville være i stand til at afvise Hardees angreb. Da Rosecrans or over slagmarken og dirigerede enheder, tilsyneladende allestedsnærværende for hans mænd, var hans uniform dækket af brod fra hans ven og stabschef oberst Julius Garesché, som havde fået hovedet kappet af mens han red ved siden af.
Den anden konfødererede angrebsbølge var den fra Lionidas Polks korps, divisionerne under generalmajorerne Jones M. Withers og Benjamin F. Cheatham. Det som reddede Unionen fra fuldstændig ødelæggelse den morgen var generalmajor Philip Sheridan fra McCooks fløj. Han havde forudset et tidligt angreb og havde tropperne i sin division på plads i centrum af den højre halvdel af fronten kl. 4 om morgenen. Withers ramte Sheridans højre flanke først (og Davis' venstre flanke) men blev slået tilbage i tre adskilte angreb. Så angreb Cheatham, reservedivisionen, Sheridans front, mens Cleburne angreb ham i flanken. Cheathams angreb var trevent og lidt ad gangen, observatører hævdede at han havde drukket kraftigt og var ude af stand til at lede sine enheder effektivt. Sheridans mænd bremsede fjendens fremgang, men det kostede dem store tab. Alle tre brigadekommandører i Shermans division blev dræbt den dag, og mere end hver tredje blev enten dræbt eller såret i under fire timers kamp i en ceder skov mens de var omringet på tre sider i det som blev kendt som "The Slaughter Pen" (slagtebåsen). Klokken 10 var mange af de konfødereredes mål nået. De hvde erobret 28 kanoner og over 3.000 Unionssoldater var blevet taget til fange.
To konfødererede fejltagelser hjalp Rosecrans. Breckinridge på den østlige side af floden opdagede ikke at Crittendens planlagte angreb var blevet sløjfet. Han afslog at sende to brigader over floden som hjælp til hovedangrebet. Da Bragg beordrede ham til at angribe på sin front, så der kunne komme noget godt ud af hans korps rykkede Breckinridge frem blot for at opdage at der ikke var nogen Unionstropper foran ham. På nogenlunde samme tidspunkt modtog Bragg en falsk rapport om at en stor Unionsstyrke var på vej ned ad Lebanon Turnpike imod ham. Han annullerede ordren om at Breckinridge skulle sende forstærkninger over floden, hvilket svækkede effektiviteten af hovedangrebet.
Omkring kl. 11 var Sheridans ammunition ved at slippe op og hans division trak sig tilbage, hvilket åbnede et hul i fronten, som Hardee udnyttede. Unionens tropper omgrupperede sig og holdt Nashville Pike hjulpet af forstærkninger og kraftig artilleriunderstøttelse. Gentagne angreb på den venstre flanke af Unionens linje blev slået tilbage af oberst William B. Hazen's brigade i et klippefyldt 1,½ ha stort skovklædt område, som de lokale kaldte "Round Forest". Det blev kendt som "Hell's Half-Acre". Hazens brigade var den eneste del af den oprindelige Unionslinje som holdt stand. Unionens front blev stabiliseret gennem det stærke lederskab som Rosecrans udviste og ved at divisionerne under Johnson og Davis blev samlet. Den nye linje var omtrent vinkelretpå den oprindelige linje, i en smal over med ryggen mod floden.
Bragg planlagde at angribe Unionens venstre fløj, en del af den ovale linje, som vendte mod sydøst bemandet af Hazens brigade. De eneste tropper, som var til rådighed for et sådant angreb var Breckinridges, og Bragg beordrede ham til at overskride floden, men Breckinridge bevægede sig langsomt. Kl. 16 angreb Breckinridges første to brigader Hazen lidt ad gangen og blev slået tilbag emed store tab. To yderligere brigader ankom og de blev sat ind forstærket af andre dele af Polks korps. Angrebet fejlede igen. Thomas svarede igen med et begrænset modangreb, som rensede hans front. Klokken 16.30 sluttede slaget.
Braggs plan havde haft en fundamental fejl: selv om hans mål var at afskære Rosecrans' kommunikationslinje (Nashville Pike) drev hans angreb Unionsforsvarerne til at koncentrere sig på dette sted. Braggs biograf, Grady McWhiney, bemærkede:
| Citat | Med mindre Unionshæren brød sammen i det første angreb, ville den blive presset tilbage til en tættere og stærkere forsvarsposition efterhånden som slaget fortsatte, mens de konfødererede styrker efterhånden ville miste momentum, blive desorganiserede og blive svagere. Som en snebold ville Unionshæren samle styrke fra resterne af slaget, hvis de trak sig tilbage i god orden. Men de konfødererede ville uvægerlig rulle sig ud som et garnnøgle efterhånden som de trængte frem | Citat |
|       | |       |

Den aften holdt Rosecrans et krigsråd for at beslutte hvad der skulle gøres. Nogle af hans generaler følte at Unionshæren var blevet besejret og anbefalede et tilbagetog inden de helt blev afskåret. Rosecrans modsatte sig dette synspunkt og blev kraftigt understøttet af Thomas og Crittenden. Thomas er af forskellige kilder citeret for at have sagt: "Denne hær trækker sig ikke tilbage" eller "Der er ikke noget bedre sted at dø". Beslutningen blev, at man vil blive og kæmp og da Unionens front blev forstærket steg moralen blandt soldaterne. Rosecrans blev citeret for efter slaget at have sagt: , "Bragg (Brag = Pral) er en god hund, men Hold Fast er en bedre."
Den den konfødererede side var Bragg sikker på at han havde vundet en sejr. Selv om han havde lidt tab på 9.000 var han sikker på at det store antal tilfangetagne Unionssoldater betød at Rosecrans havde mistet betydelig flere. Den konfødererede hær begyndte at grave forsvarsstillinger overfor Unionens linje. Bragg sendte et telegram til Richmond inden han gik i seng: "Fjenden har opgivet sin stærke position og falder tilbage. Vi har besat hele slagmarken og vil følge ham... Gud har givet os et godt nytår."

## 1. januar til 3. januar
Klokken 3 om morgenen den 1. januar genoplivede Rosecrans sin oprindelige plan og beordrede Van Cleves division (som var under kommando af oberst Samuel Beatty efter at Van Cleve var blevet såret den foregående dag) til at krydse floden og besætte højderne der og beskytte to steder hvor floden kunne krydses og danne en god platform for artilleri. Men dagen blev temmelig stille, da begge hære holdt Nytårsdag og hvilede og behandlede deres sårede. Polk iværksatte to sonderinger af Unionens linje, en mod Thomas og en mod Sheridan, uden at der kom synderligt ud af det.
I bagområdet fortsatte Wheelers kavaleri med at genere Unionens kommunikationslinje på landevejen tilbage til Nashville. Konvojer af sårede måtte have en kraftig eskort for at være beskyttet mod kavaleriet. Wheeler fortolkede disse bevægelser som forberedelse på en tilbagetrækning og rapporterede dette til Bragg. Opmuntret af sin følelse af at han havde vundet slaget var Bragg tilfreds med at vente på at Rosecrans skulle trække sig tilbage.
Klokken 16. den 2. januar gav Bragg Breckinridges tropper ordre til at angribe Beattys division, som havde besat bakken på den østlige side af floden. Breckinridge protesterede i starten og sagde at det var et selvmordsangreb, men endte med at indvilge og angreb beslutsomt. Unionstropperne blev presset tilbage over floden ved McFadden Ford, men det konfødererede angreb løb ind i kraftig ild fra en stor samling kanoner på den anden side af floden, under kommando af Crittendens artilleri chef, kaptajn John Mendenhall. Mendenhall havde placeret sine kanoner perfekt – 45 stk ved siden af hinanden – så de havde fuldstændig kontrol over den modsatte bred og højderne bagved, og de reddede dagen for Rosecrans. Det konfødererede angreb gik i stå efter at have kostet tab på over 1.800 på under en time. En Unionsdivision under kommando af James S. Negley (Thomas' flød) forte et modangreb kl. 16.45 og de konfødererede tropper trak sig tilbage. Breckinridge var knust af katastrofen. Han mistede næsten en tredjedel af sine tropper fra Kentucky (Hansons Brigade, også kendt som den forældreløse brigade fordi den ikke kunne vende tilbage til det af Unionen besatte Kentucky). Da han red blandt de overlevende, råbte han gentagne gange: "Mine stakkelse forældreløse! Mine stakkels forældreløse."
Om morgenen den 3. januar ankom en stor forsyningskolonne en en forstærket infanteribrigade til Rosecrans. Wheelers kavaleri forsøgte at erobre ammunitionskolonnen, som fulgte den, men blev slået tilbage. Sent samme aften angreb Thomas centrum i den konfødererede linje med to regimenter som svar på konstant beskydning fra fjendens skarpskytter mod tropper i hans division under Lovell H. Rousseau. Thomas drev de konfødererede væk fra deres stillinger og tog 70 til 80 fanger. (Trods denne træfning er det almindelig anerkendt at hovedslaget sluttede den 2. januar).
Bragg var overbevist om at Rosecrans ville fortsætte med at modtage forstærkninger og han vidst at de elendige vejr med isslag ville få floden til at stige tilstrækkeligt til at dele hans hær. Klokken 22 den 3. januar begyndte han derfor at trække sig tilbage gennem Murfreesboro og videre til Tullahoma 60 km mod syd. Rosecrans besatte Murfreesboro men gjorde intet forsøg på at forfølge Bragg.

## Efterspil
De samlede tab (døde og sårede) var på 23.515. 13.249 på Unionens side og 10.266 på Konføderationens. Det var den højeste tabsprocent i noget større slag i Borgerkrigen, større i absolutte tal end Slaget ved Shiloh og Slaget ved Antietam tidligere på året.
Slaget havde ikke nogen egentlig vinder, men Bragg blev traditionelt betragtet som taber da han først trak sig tilbage fra slagmarken. Han blev mødt med foragt fra næsten alle hans konføderede kolleger, kun støtten fra Joseph E. Johnston og at præsident Jefferson Davis ikke kunne finde en passende erstatning betød at han beholdt sin kommando. Man kan også argumentere for at det i det mindste strategisk var en sejr for Unionen. Slaget var af stor betydning for moralen i Unionen – som det ses af Abraham Lincolns brev til general Rosecrans: "De gav os en hårdt-tilkæmpet sejr, som hvis den i stedet havde været et nederlag ville have været svær for nationen at overleve". Den konfødererede trussel mod det mellemste Tennessee var blevet fjernet.
Rosecrans brugte fem og en halv måned på at forstærke Murfreesboro. Det massive "Fort Rosecrans" ble bygget der og tjente som forsyningsdepot i resten af krigen. Det næste store sammenstød, slaget ved Hoover's Gap, som også er kendt som Tullahoma kampagnen, indtraf først i juni da Rosecrans endelig rykkede sin hær frem mod Bragg.
En del af slagmarken ved Stones River og Fort Rosecrans er nu Stones River National Battlefield. Det indeholder nationens ældste intakte borgerkrigsmonument, rejse af William Hazen's brigade ved Hell's Half Acre. Den 240 ha store National Battlefield omfatter også Stones River National Cemetery, som blev etableret i 1865, med mere end 6.000 Unionssoldaters grave.

## Yderligere læsning
- Lamers, William M., The Edge of Glory: A Biography of General William S. Rosecrans, U.S.A, Louisiana State University Press, 1999, ISBN 0-8071-2396-X.
- Hascall, Milo S., Personal recollections and experiences concerning the Battle of Stones River at Project Gutenberg

## Eksterne links
- Stones River National Battlefield
- National Park Service beskrivelse af slaget Arkiveret 19. maj 2007 hos  Wayback Machine
- The Battle of Stones River: The Soldiers' Story, a National Park Service Teaching with Historic Places (TwHP) lesson plan